# Leon al III-lea Isaurianul
Leon al III-lea Isaurianul, sau Isauricul (n. 675 d.Hr., Kahramanmaraş, Turcia – d. 18 iunie 741 d.Hr., Constantinopol, Imperiul Roman de Răsărit), a fost împărat bizantin între 717 și 741. El a fost întemeietorul dinastiei Isauriene. În timpul domniei lui Leon al III-lea, arabii omeiazi au fost înfrânți, iar iconoclasmul a devenit religie de stat.

## Viața
S-a născut în Germanikeia (Maraș), în provincia siriană Commagene, pe atunci aparținând de Isauria, primind numele de botez Konon. În 705 a intrat în serviciul împăratului Iustinian al II-lea, când acesta și-a recăpătat tronul. După aceea a fost trimis într-o misiune diplomatică în Califatul Omeiad. Konon a fost numit comandant al thematelor anatoliene de către Anastasiu al II-lea al Bizanțului. În 717, cu ajutorul prietenului său Artabasdus, l-a detronat pe împăratul Theodosiu al III-lea. 
Pe 25 martie a intrat în Constantinopol și și-a luat numele de Leon al III-lea. Noul împărat a fost nevoit să facă față atacurilor arabilor. În august 717 arabii au început al doilea asediu al Constantinopolului. Cu ajutorul bulgarilor, Leon i-a putut alunga pe arabi în august 718.

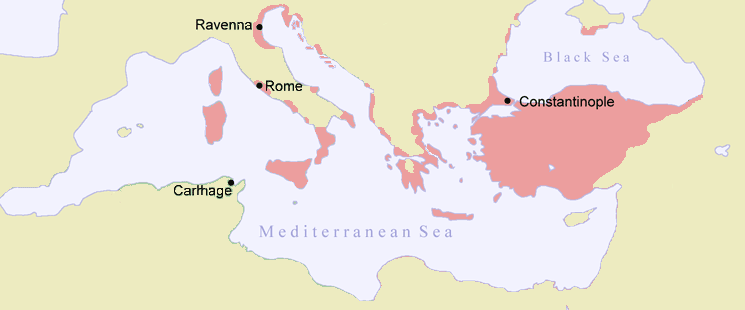
Imperiul Bizantin în 717, la venirea la putere a lui Leon al III-lea

În 718 Leon a învins răscoala din Sicilia și răscoala lui Anastasiu al II-lea. În 739 i-a învins categoric pe arabii omeiazi în Bătălia de la Akroinon⁠(d) și a făcut alianțe cu khazarii și georgienii.
Leon al III-lea s-a implicat în realizarea unui nou cod de legi, destinat să înlocuiască Codul lui Iustinian⁠(en)[traduceți]. Promulgat în 726, acest cod este cunoscut sub numele de Ecloga („Selecții”).

## Iconoclasmul
În 722 Leon i-a forțat pe toți evreii să se boteze, iar între 726 și 729 a dat mai multe edicte împotriva icoanelor, dar preoții nu au acceptat aceste edicte, iar oamenii din provinciile apusene nu le-au respectat. O revoltă în Grecia a fost zdrobită în 727, iar în 730, patriarhul Gherman al Constantinopolului a fost înlocuit cu Anastasios.
Papii Grigore al II-lea și Grigore al III-lea au condamnat iconoclasmul și i-au excomunicat pe iconoclaști (730, 732), ceea ce a dus la represalii din partea împăratului. Astfel au fost confiscate bunurile pontificale din Sicilia și Calabria, pe atunci controlate de Imperiul Bizantin. 
Exarhul Ravennei a încercat, la ordinul împăratului, să-l aresteze și să-l omoare pe papa Grigore al II-lea, acțiune care a eșuat. În anul 727 Exarhatul de Ravenna a încetat să existe ca dependiță a Imperiului Bizantin.

## Descendenți
Cu soția sa, Maria, Leon III a avut patru copii:
- Anna, care s-a căsătorit cu Artabasdus
- Constantin V, împărat 741 - 775
- Irina
- Kosmas